# میراث (ارمنستان)
میراث (ارمنی: Ժառանգություն) یکی از احزاب کشور ارمنستان است و در سال ۲۰۰۲ میلادی تشکیل شده است. میراث حزبی ناسیونال-لیبرال است که رافی هووانیسیان وزیر امور خارجه پیشین ارمنستان ریاست آن را برعهده دارد.